# Певзнер, Яков Александрович
Яков Александрович (Хацкелевич) Певзнер (1914—2003) — советский и российский экономист, политолог, японовед.

## Образование
Родился в Гомеле. Окончил электротехникум им. Красина. В 1932 поступил учиться в Институт философии, литературы и истории. После первого семестра перешел на японский факультет Московского института востоковедения. Окончил этот институт, затем аспирантуру Института мирового хозяйства и мировой политики (ИМХМП), ученую степень кандидата экономических наук ему присвоили 11 июня 1941.
Профессор, доктор экономических наук (1961).

## Разведчик
В 1941 направлен в Китай по линии военно-морской разведки. Официально работал директором организации «Совэкспортлес». Входил в состав «шанхайской пятерки» советских разведчиков. В конце 1942 арестован японской жандармерией, прошел через тюрьму и пытки, был обменян и вернулся в СССР.

## Научная деятельность
В 1945 вернулся в Институт мирового хозяйства и мировой политики, занимался научной деятельностью. В 1947 ИМХМП был ликвидирован (после того, как его директор академик Е. С. Варга впал в немилость у И. В. Сталина), а часть его сотрудников, включая и Я. А. Певзнера, были переведены в отдел капиталистических стран Института экономики АН СССР.
С 1956 работал в Институте мировой экономики и международных отношений, где руководил японоведческими исследованиями. Возглавлял группу по изучению Японии, отдел экономики Западной Европы и Японии, отдел Японии. Лауреат Государственной премии СССР (1977). Кавалер орденов Трудового Красного знамени (СССР), «Священного сокровища» III степени (Япония, 1994).
Главный научный сотрудник ИМЭМО РАН, до конца жизни работал в Центре Азиатско-тихоокеанских исследований этого института. В 1990-е занимался вопросами теории социал-демократии и критики коммунизма и ортодоксального марксизма.
Один из крупнейших российских японоведов, автор ряда книг, посвященных анализу экономики современной Японии и теоретическим проблемам экономики капитализма. Создал школу специалистов по Японии, отвергнувших пресловутый классовый подход и провозгласивших строгую научную объективность главным критерием оценки творческих усилий. Его произведения сделались настольными учебными пособиями для поколений студентов. В течение многих десятилетий был «невыездным», впервые посетил Японию лишь в 1988.

## «Вторая жизнь»
В течение нескольких десятилетий вёл дневниковые записи, которые опубликовал в 1995 в книге «Вторая жизнь». Судя по его дневниковым записям, по крайней мере к концу 60х годов Певзнер окончательно разочаровался и в ленинизме как политической теории и в «реальном социализме», несмотря на то, что он неоднократно избирался в партком института. В книге он признался:

Процентов 25-30 того, что я писал в своих книгах и статьях, было правдой… но эту правду я мог давать, только обрамляя её ложью… Были диссиденты, были умственные рабы, и были люди, державшие кукиш в кармане. Я, видимо, отношусь к последним.

## Труды
- Монополистический капитал в Японии («дзайбацу») в годы второй мировой войны и после войны (1950).
- Экономика Японии после второй мировой войны (1955).
- Государство в экономике Японии (1976).
- Государственно-монополистический капитализм и теория трудовой стоимости (1978).
- Жизнь и труды Е. С. Варги в свете современности (1989, статья в журнале «МЭиМО»).
- Политическая экономия: дискуссионные проблемы, пути обновления (совместно с С. В. Брагинским, 1991).
- Вторая жизнь (автобиографическая книга, 1995).
- Экономическое учение Карла Маркса перед судом двадцатого столетия (1996).
- Крах коммунизма и современные общественные отношения (1999).
- Введение в экономическую теорию социал-демократизма (2001)